# مكرم خوري
مكرم خوري (بالعبرية: מכרם ח'ורי‏) (ولادة: 1945، القدس) ممثل فلسطيني من عرب الـ48، اشترك في مسرحيات عديدة في الكثير من المسارح في إسرائيل، كما اشترك في برامج تلفزيونية وأفلام سينمائية بالعبرية والعربية والإنكليزية. حاز على جائزة إسرائيل في مجال فن المسرح في 1987 كما حاز على بعض الجوائز الأخرى.
ولد مكرم خوري في 1945 بحي الشيخ جراح المقدسي لعائلة فلسطينية مسيحية. كان أبوه جميل خوري قاضيا في محكمة الصلح التابعة لسلطات الانتداب البريطاني على فلسطين. عندما تدهورت الأوضاع بعد اندلاع حرب 1948 هاجرت العائلة إلى لبنان لكنها عادت قبل إغلاق الحدود الإسرائيلية اللبنانية واستقرت في مدينة عكا. في فترة لاحقة انتقلت العائلية ثانية إلى قرية كفر ياسيف الواقعة في الجليل. في 1963 بدأ خوري دراساته الجامعية في الجامعة العبرية بالقدس، لكنه قرر تركها وتكريس وقته للمسرح. عندما بلغ العشرين من عمره تقريبا سافر خوري إلى لندن ليتعلم فن المسرح، وعند رجوعه انضم إلى الفرقة التمثيلية في مسرح حيفا.
اشترك خوري في أكثر من 20 مسرحية في مسرح حيفا، ثم اشترك في مسرحيات بجميع المسارح الإسرائيلية الكبيرة مثل «هابيما»، «هكاميري»، «بيت ليسن» ومسرح بئر السبع. في نهاية السبعينيات أخذ يمثل في أفلام وفي برامج تلفزيونية بلغتي العربية والعبرية. اشتهر خوري بشكل خاص بعد أن لعب دور أبو جميل، رجل عربي من بلدة تقليدية، في مسلسل لتعليم اللهجة العربية الفلسطينية بإخراج التلفزيون التربوي الإسرائيلي. في 1983 لعب خوري الدور الرئيسي في مسلسل درامي بإخراج التلفزيون الإسرائيلي «ميشيل عزرا سفرا وأبناؤه»، حيث مثل يهودي سوري من مدينة حلب يرأس عائلة كبيرة ثرية في ظل التوتر المنبثق عن الحرب العالمية الثانية، الكفاح لاستقلال سوريا والنزاع اليهودي العربي. إثر بث هذا المسلسل أصبح مكرم خوري من أشهر الممثلين في إسرائيل، وفي 1987 حاز على جائزة إسرائيل في مجال فن المسرح. كذلك حاز خوري في 1984 على جائزتين: جائزة «كينور دافيد» («قثارة داود») من صحيفة يديعوت أحرونوت (جائزة منحتها الصحيفة سنويا للفنانين البارزين حسب تصويت القراء عبر البريد)، وجائزة بلدية تل أبيب يافا.

## روابط خارجية
- مكرم خوري على موقع IMDb (الإنجليزية)
- مكرم خوري على موقع قاعدة بيانات الأفلام العربية
- مكرم خوري على موقع ألو سيني (الفرنسية)
- مكرم خوري على موقع أول موفي (الإنجليزية)
- مكرم خوري على موقع قاعدة بيانات الأفلام السويدية (السويدية)
- مكرم خوري على موقع كينوبويسك (الروسية)
- مكرم خوري على موقع كينوبويسك (الروسية)